# Shunsuke Fukuda
Shunsuke Fukuda (福田 俊介 Fukuda Shunsuke?), född 17 april 1986 i Saitama prefektur, är en japansk fotbollsspelare.
Fukuda började sin karriär 2009 i Omiya Ardija. Efter Omiya Ardija spelade han för Kataller Toyama, Giravanz Kitakyushu och Thespakusatsu Gunma.